# Plexippus fannae
Plexippus fannae là một loài nhện trong họ Salticidae.
Loài này thuộc chi Plexippus. Plexippus fannae được Elizabeth Maria Gifford Peckham & George William Peckham miêu tả năm 1896.